# Ліхута Ігор Леонідович
Ігор Леонідович Ліхута (нар. 11 квітня 1961) — український музичний продюсер і чоловік співачки Таїсії Повалій, колишній барабанщик.

## Біографія
Ігор Леонідович Ліхута народився 11 квітня 1961 року у Києві, через день (12 квітня 1961 року) відбувся політ Юрія Гагаріна, і в пологових будинках хлопчиків пропонували назвати Юріямі, в цей день народилися, наприклад: продюсер Юрій Фальоса, гуморист Юрій Гальцев, астроном Юрій Іващенко.
Батько — Леонід Дмитрович Ліхута (7 лютого 1935 -?) На прізвисько Льоша Бемс був джазовим барабанщиком, мати — Маргарита Григорівна Ліхута (2 травня 1937 -?) — фармацевт на одному з київських заводів медпрепаратів.
Дід — Дмитро Тимофійович Ліхута був одним з кращих настроювачів фортепіано в Україні, дід помер, коли Ігорю було шість років.
У десять років Ігор мріяв стати актором, після школи вступити до Київського театрального інституту імені Карпенка-Карого і бути новим Олегом Відовим.
У 1972 році батько барабанщик домовився грати на весіллі, але захворів, на заміну йому мати відвезла Ігоря, який відіграв на барабані й заробив 15 карбованців у 11 років.
У 10 класі Ігор грав у ресторані «Пролісок» в Броварах, він жив на Відрадному, повертався о пів на першу або о першій годині ночі додому з ресторану, вранці йшов до школи, заробляв 250—300 рублів на місяць, зібрав 1500 рублів і купив собі ударну установку фірми «Аматі».
Ігор Ліхута закінчив Київське музичне училище імені Глієра по класу ударних інструментів.
Був секретарем комсомольської організації Київського об'єднання музичних ансамблів, яке об'єднувало музикантів, які працювали в міських ресторанах. Максимальна зарплата музикантів в ресторані була 140—150 рублів, а початкова зарплата була 90 рублів, додатково отримували гроші («парнус») за виконання пісень на замовлення. Ігор отримував офіційно зарплату 90 карбованців, і 300—400 карбованців «парнуса». У 1982 році, грав на барабанах з 19 годин до 23 години чотири відділення по 40 хвилин, фарцевав, купував джинси й кросівки, жуйки в іноземців.
У 1989 році поїхав на заробітки до Польщі.
На початку 90-х був менеджером і аранжування у композитора і співака Олександра Яременка.
Звернув увагу на Таїсію Повалій у грудні 1992 року, на зйомках новорічної передачі УТ-1 в Політехнічному інституті, співав Віталій Свирид, якому він акомпанував на барабанах, виступала і Таїсія Повалій, він її побачив по телевізору пізніше, на газеті записав її ім'я і став питати у друзів хто вона така, після запису «Огонька» Таїсія поїхала до Кривого Рогу вона співала джаз в нічному клубі.
З 1993 року став для Таїсії: продюсером, водієм, звукорежисером, костюмером і освітлювачем, завжди їздить з нею на гастролі.

## Особисте життя
Познайомився з 28 річною співачкою Таїсією Повалій, вона виступала у гурті у Київському мюзик-холі, у неї була сім'я: чоловік, клавішник Володимир Повалій і син Денис, Ігор запропонував Таїсії співпрацю, але вона відмовилася, він покликав її виступити у телепрограмі до 8 березня, і вона погодилася, був музичний конкурс, на який вони поїхали разом, між ними розпочався роман, а 31 грудня 1993 року Таїсія стала його третьою дружиною, від перших шлюбів у нього[кого?] двоє дітей. Дочка від першого шлюбу — Катерина Ліхута (нар. 28 травня 1981) — піаністка і композиторка, закінчила коледж ім. Глієра з червоним дипломом і Національну музичну академію України ім. П.Чайковського. У 2005 році разом з чоловіком емігрувала в США, з 2012 року живе і працює в Австралії, представила в Австралії камерний концерт «Погані сусіди» («Bad Neighbours»), присвячений російської агресії проти України, онучка — Олена-Скайлі (нар. 1 серпня 2013). Син — Микита Ліхута від другого шлюбу.